# Hèrmies de Metimna
Hèrmies de Metimna (en llatí Hermeias o Hermias, en grec antic Ἑρμείας o Ἑρμίας) fou un historiador gec nadiu de Metimna, a Lesbos, que va escriure una història de Sicília.
Un llibre seu, el tercer d'aquesta història, és esmentat per Ateneu de Naucratis. I per Diodor Sícul se sap que va escriure la història de l'illa fins al 376 aC i que l'obra completa es componia de 12 llibres. Esteve de Bizanci parla de la Periegesis (περιήγησις) d'Hèrmies i Ateneu cita el segon llibre d'una obra anomenada Περὶ τοῦ Γρυνείον Ἀπόλλωνος, però no és segur que sigui d'aquest Hèrmies.